# Grigori Raspoutine dans la culture populaire
 (octobre 2021).

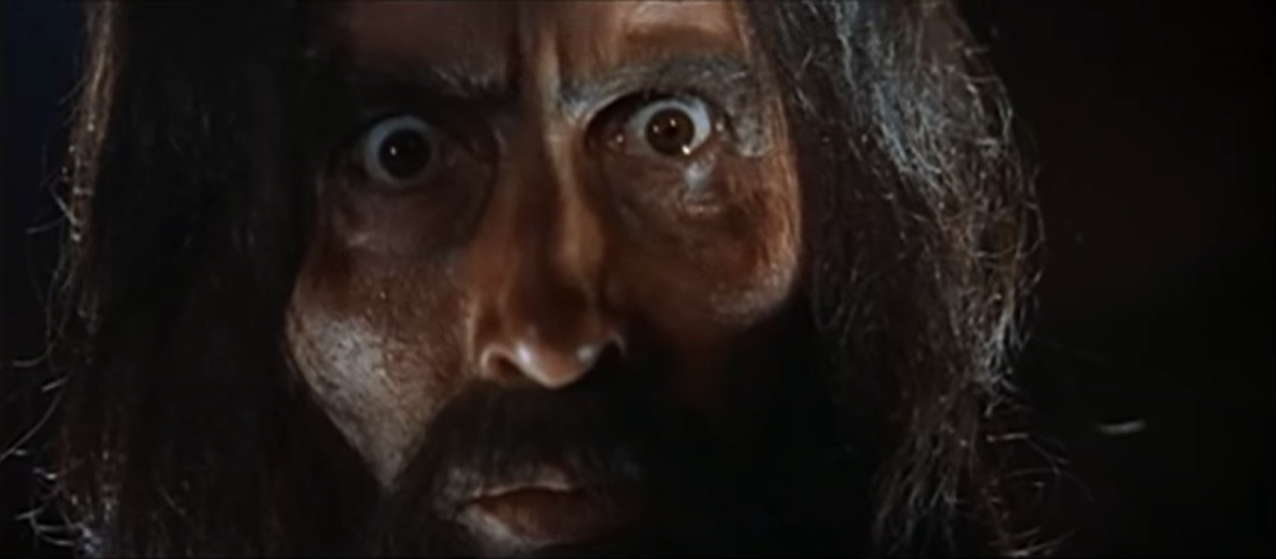
Image tirée du film Raspoutine, le moine fou (Rasputin, the Mad Monk), 1966.

Le personnage de Grigori Raspoutine ainsi que les mystères qui l'entourent n'ont cessé d'intriguer et continuent jusqu'à aujourd'hui à stimuler l'imaginaire créatif. Bon nombre d'œuvres le mettent en scène qui, tantôt tentent de s'approcher de la réalité historique, tantôt – le plus souvent – s'en écartent allègrement. Alors que le personnage est complexe, c'est l'aspect « débauché », « manipulateur », « symbole de la chute d'un Empire », qui est presque toujours mis en évidence et exploité.

## Littérature

### Bandes dessinées
- 1967 : Raspoutine est le nom d'un personnage de la série Corto Maltese d'Hugo Pratt, lequel s'est inspiré du Raspoutine de la légende, le Raspoutine aux neuf vies.
- 1982 : Raspoutine est l'antagoniste de l'inspecteur Canardo dans La Marque de Raspoutine de Benoît Sokal.
- 1994 : Raspoutine joue un rôle essentiel dans la série de comics Hellboy créée par Mike Mignola, puisque c'est à cause – ou grâce – à l'invocation du personnage qu'Hellboy apparaît sur terre.
- 2003 : Il fait partie de l'intrigue du Secret de Raspoutine, neuvième album de la série Harry Dickson, de Christian Vanderhaeghe d'après Jean Ray, parue aux éditions Soleil. Étant déjà mort au moment où l'histoire est censée se dérouler, il apparaît dans des scènes de flashback.
- 2006 : 
  - KGB de Malo Kerfriden et Valérie Mangin, Raspoutine joue un rôle important dans cette série.
  - Raspoutine, série de Ben Yakhlef, dit Tarek.
- 2010 : Dans Assassin's Creed: The Fall, son cadavre est déterré par l'assassin Nikolaï Orelvov. On découvre alors qu'il possède un éclat de métal forgé dans la même matière que les fragments d'Éden (objets qui, dans la série Assassin's Creed, permettent à leurs possesseurs de causer des hallucinations ou de prendre le contrôle de l'esprit de la plupart de ses interlocuteurs), qu'il aurait récupéré à la suite de l’événement de la Toungouska. Dans cette série, on tente ainsi d’expliquer l'influence de Raspoutine sur le tsar et la tsarine.
- 2014 : Zeppelin's War, Raspoutine est un personnage récurrent de cette série.
- 2023 : Une Révolution nommée Raspoutine de Hernan Migoya.

### Manga
- 1976 : Raspoutine est l'un des personnages du manga La Fenêtre d'Orphée de Riyoko Ikeda.

- 2008 : Dans le manga Afterschool Charisma, un clone de Raspoutine a été créé.

### Roman
- 1924 : Les Ténébreuses de Gaston Leroux.
- 1925 : Les Rois aveugles de Joseph Kessel.
- 1998 : Le Chevalier de Terre noire, tome 3 : Les Héritiers du secret de Michel Honaker.
- 2001 : Raspoutine. Le paria de Dieu de Philippe Vidal.
- 2012 : À mort Raspoutine ! de R.J. de Crémère.
- 2014 : Les Héritiers de l'Aube. 2, Des profondeurs de Patrick Mc Spare.

### Tragédie
- 2015 : Le Roi en jaune en vers de Jean Hautepierre.

### Drame
- 2019 : L'Ami du tsar en quatre actes par Olivier Moinard, éditions Stellamaris (ISBN 978-2-36868-625-6).

## Musique
- 1978 : Rasputin est une chanson du groupe disco Boney M. Cette même chanson fut reprise par le groupe de viking metal Turisas, en 2007.
- 1999 : Raspoutine est une chanson de Charles Trenet (1999) racontant de façon humoristique son assassinat.
- 2001-2003 : Rasputin est un opéra du Finlandais Einojuhani Rautavaara.
- 2004 : Il apparaît dans la chanson The Khlysti Evangelist du groupe de metal Therion, figurant sur l'album Sirius B.
- 2007 : Il apparaît sur le dernier album du groupe de métal industriel Type O Negative, Dead Again. Le groupe explique que personne d'autre n'aurait pu représenter mieux que lui la signification du titre car Raspoutine a tenté de mettre fin à ses jours de nombreuses fois d'après les légendes.
- 2009 : Le morceau The Czar du groupe Mastodon fait référence à Raspoutine, plus particulièrement la première partie de celui-ci : I. Usurper[2]. Des représentations de Raspoutine apparaissent notamment sur la couverture de l'album Crack The Skye, sur lequel se trouve ce titre.
- 2011 : Rasputin est une chanson du groupe de thrash metal Cavalera Conspiracy, figurant sur l'album Blunt Force Trauma.
- 2014 : Raspoutine est une chanson du rappeur S.E.A.R., figurant sur l'album Fantasia[3].
- 2013 : Rasputin est une chanson du groupe de musique house russe Hard Rock Sofa.
- 2020 : Raspoutine est une chanson du rappeur français Ziak.

## Filmographie

### Cinéma
La figure de Raspoutine a inspiré bon nombre d'œuvres cinématographiques :
- 1917 : 
  - Vie et mort de Grégori Raspoutine de Boris Sergueïevitch Glagoline.
  - Rasputin, the Black Monk d’Arthur Ashley avec Montagu Love.
  - Pouvoirs occultes – Raspoutine et ses associés de S. Veselonsky avec S. Gladkov.
  - Raspoutine et la Grande Révolution Russe de Nikolaï Larin avec Grigorij Chmara.
  - The Fall of the Romanoffs (La Chute des Romanoff), de Herbert Brenon avec Edward Connelly.
- 1918 : Rasputin de Arno  avec Fritz Hofbauer.
- 1925 : Rasputin – Das Liebesleben des sonderbaren Heiligen de R. Gersik avec Paul Askonas.
- 1926 : Die Brandstifter Europas de Max Neufeld qui incarne Raspoutine.
- 1928 : 
  - La Danse rouge de Raoul Walsh avec Demetrius Alexis.
  - Rasputins Liebesabenteuer de Martin Berger avec Nikolai Malikoff.
- 1932 : 
  - Raspoutine et l'Impératrice de Richard Boleslawski et Charles Brabin avec Lionel Barrymore.
  - Rasputin, Dämon der Frauen de Adolf Trotz avec Conrad Veidt.
- 1938 : La Tragédie impériale de Marcel L'Herbier avec Harry Baur.
- 1954 : Raspoutine de Georges Combret, joué par Pierre Brasseur.
- 1960 : Les Nuits de Raspoutine de Pierre Chenal avec Edmund Purdom.
- 1966 : 
  - Rasputin de Robert A. Stemmle avec Herbert Stass.
  - Raspoutine, le moine fou, produit par la Hammer, de Don Sharp, avec Christopher Lee.
- 1967 : J'ai tué Raspoutine de Robert Hossein avec Gert Fröbe.
- 1970 : Why Russians Are Revolting de Neil Sullivan avec Wes Carter.
- 1971 : 
  - Rasputin d’Alan Cooke avec Robert Stephens.
  - Nicolas et Alexandra de Franklin Schaffner avec Tom Baker.
- 1975 : Raspoutine, l'agonie (Агония) d'Elem Klimov, joué par Alexeï Petrenko.
- 1983 :  Rasputin – Orgien am Zarenhof d’Ernst Hofbauer avec Alexander Conte.
- 1996 : Raspoutine, la fin des Romanov d’Uli Edel avec Alan Rickman.
- 1997 : Anastasia de Don Bluth et Gary Goldman avec Christopher Lloyd.
- 2002 : Corto Maltese, la cour secrète des arcanes de Pascal Morelli avec Patrick Bouchitey.
- 2004 : Hellboy de Guillermo del Toro avec Karel Roden.
- 2011 : Raspoutine de Josée Dayan, avec Gérard Depardieu.
- 2019 : Hellboy de Neil Marshall avec Markos Rounthwaite.
- 2021 : The King's Man : Première mission, joué par Rhys Ifans.

### Télévision

#### Séries
- 1949 : Suspense, épisode The Black Prophet, joué par Boris Karloff.
- 1974 : La Chute des aigles avec Michael Aldridge.
- 1986 :  La belle Otéro de José-Maria Sanchez avec Stanko Molnar.
- 2014 : Dans Houdini, le personnage de Raspoutine apparaît au côté de la famille impériale.
- 2020 : Dans Legends of Tomorrow, deuxième épisode de la saison 5 où il est incarné par Michael Eklund.
- 2022 : Dans l'épisode Le Pouvoir du Docteur de Doctor Who, Le Maître prend la place de Raspoutine.

#### Téléfilm
- 1996 : Rasputin, the Dark Servant of Destiny, téléfilm réalisé par Uli Edel, diffusé en 1996. Le rôle-titre est interprété par Alan Rickman.
- 2011 : Raspoutine. Gérard Depardieu incarne Raspoutine aux côtés de Fanny Ardant et Vladimir Machkov.
- 2019 : Les Derniers Tsars d'Adrian McDowall avec Ben Cartwright.

## Jeux vidéo
- 1992 : Raspoutine est un personnage de la série World Heroes.
- 2004 : Raspoutine fait une apparition dans Shadow Hearts: Covenant sur PlayStation 2.
- 2006 : Raspoutine est un personnage secondaire de Shin Megami Tensei: Devil Summoner: Raidou Kuzunoha vs. The Soulless Army, dans lequel il invoque des démons.
- 2008 : dans le mode zombie de Call of Duty le personnage de Nikolaï qui est soviétique possède une réplique concernant Raspoutine, soulignant le ridicule de la situation quant à la réanimation des morts, associant donc la difficulté à tuer les zombies à la difficulté à tuer Raspoutine.
- 2009 : il apparaît en photographie à de nombreuses reprises dans Assassin's Creed II, à condition que le joueur se donne la peine de découvrir et de décrypter les glyphes dissimulés dans les décors. L'antépénultième décryptage révèle que sa mort fut causée par les assassins, qui le voyaient comme un tyran à part entière.
- 2010 : sur Just Dance 2, Raspoutine est représenté comme coach et la musique est Rasputin de Boney M.
- 2014 : Raspoutine, dans le jeu vidéo Destiny, est un esprit tutélaire qui veille sur le cosmodrome, anciennement la Russie, et l'endroit où commence l'histoire du jeu.
- 2016 : Raspoutine est l'un des explorateurs jouables dans le jeu indépendant Curious Expedition possédant des capacités de prêcheur et de guérisseur et commençant seul (tel un pèlerin solitaire) contrairement à ses concurrents.

## Utilisations commerciales
- Rasputin est le nom d'une bière de la brasserie De Molen.